# Schittler von Schittlersberg

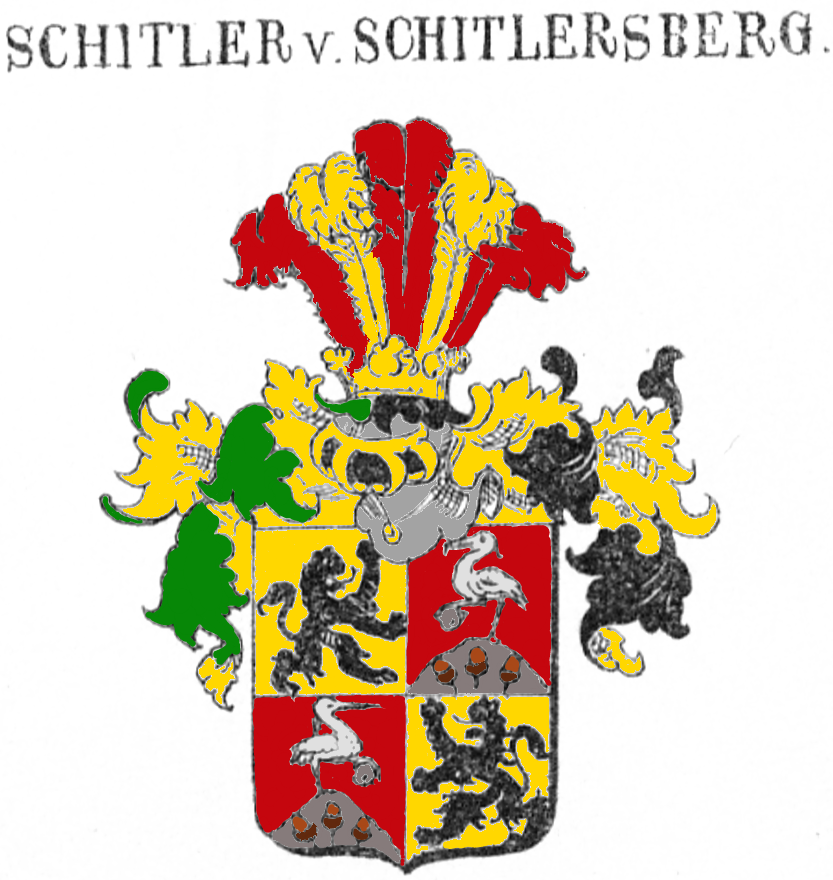
Wappen in Farbe

Schittler, seit 1691: Schittler von Schittlersberg (auch Schitler von Schitlersberg), ist der Name einer im 18. Jahrhundert erloschenen Familie, die im 17. Jahrhundert geadelt wurde. 
Ein möglicher Zusammenhang mit dem Adelsgeschlecht Schittler wurde bisher nicht festgestellt.

## Geschichte

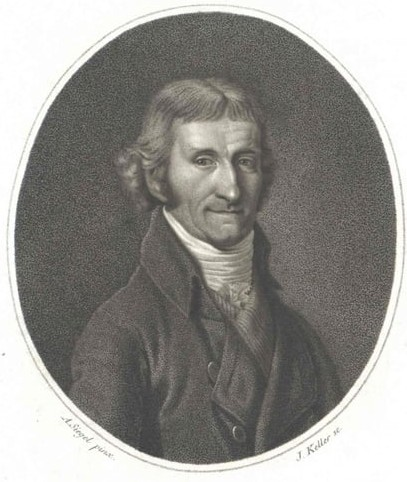
Kupferstich von Augustin Veith von Schittlersberg

Adam Ferdinand Schittler, Kanzler des Fürstentums Liegnitz, wurde am 20. August 1691 in den böhmischen Adelsstand erhoben. Er empfing den Namenszusatz von Schittlersberg.
Georg Rudolf Schittler, Güteradministrator in der Grafschaft Glatz, wurde am 18. Juni 1693 unter gleichen Bedingungen geadelt.
Maria Elisabeth Anna Rosina Schittler von Schittlersberg († 14. Mai 1740 in Alt-Waltersdorf, im späteren Kreis Habelschwerdt) heiratete Johann Leopold von Bachstein, Landschaftsdirektor in der Grafschaft Glatz.
Eine Schittler von Schittlersberg unbekannten Namens heiratete einen Veith. Ihr Sohn Ignaz David (* 1710; † 1774) wurde im Jahr 1774 als k. k. Feldkriegskommissar unter dem Namen Veith von Schittlersberg geadelt, allerdings mit einem anderen Wappen. Einer von Ignaz Söhnen war Augustin Veith von Schittlersberg (* 1751; † 1811).

## Wappen

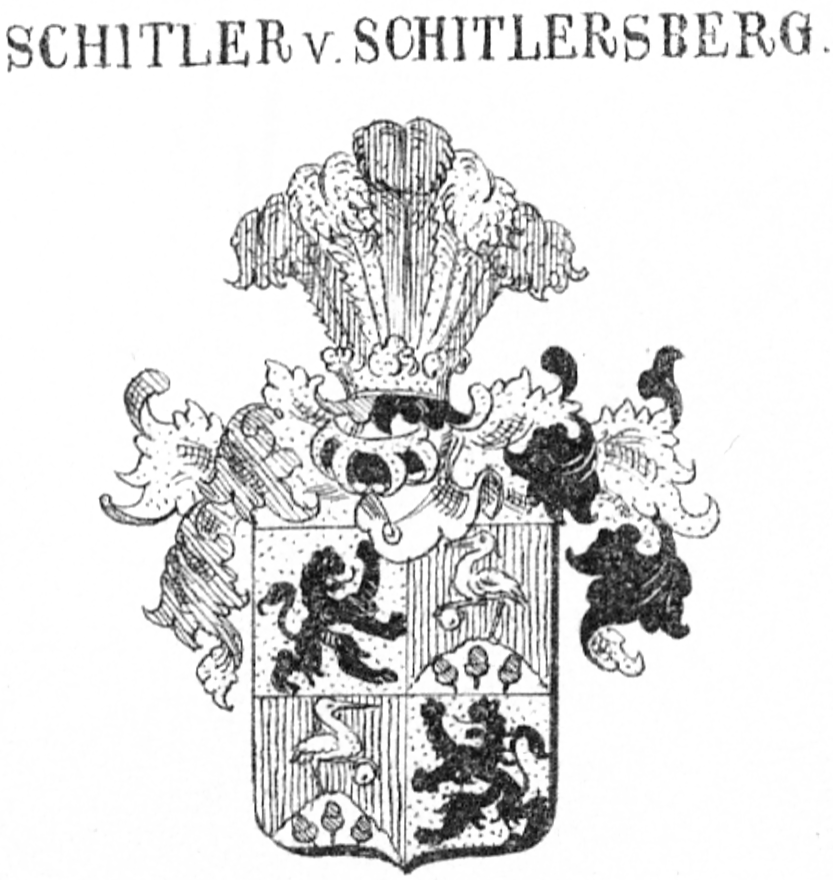
Wappen in Siebmachers Wappenbuch

Blasonierung: Geviert; in 1 und 4 in Gold ein schwarzer einwärts gekehrter Löwe, in 2 und 3 in Rot ein einwärts gekehrter silberner Kranich mit einem Stein in der erhobenen rechten Kralle. Der Kranich steht auf spritzigem Felsen, an dessen Fuß entsprießen drei Eicheln. Kleinod: Fünf abwechselnd rot-goldene Straußenfedern. Decken: Grün-golden und schwarz-golden.
Der schwarze Löwe auf goldenem Grund entspricht dem Wappen derer von Schittler, zu der ebenfalls ein Kanzler im Fürstentum Liegnitz gehörte. In welchem Verhältnis die zwei Familien standen, ist nicht überliefert.